# Franco Nero

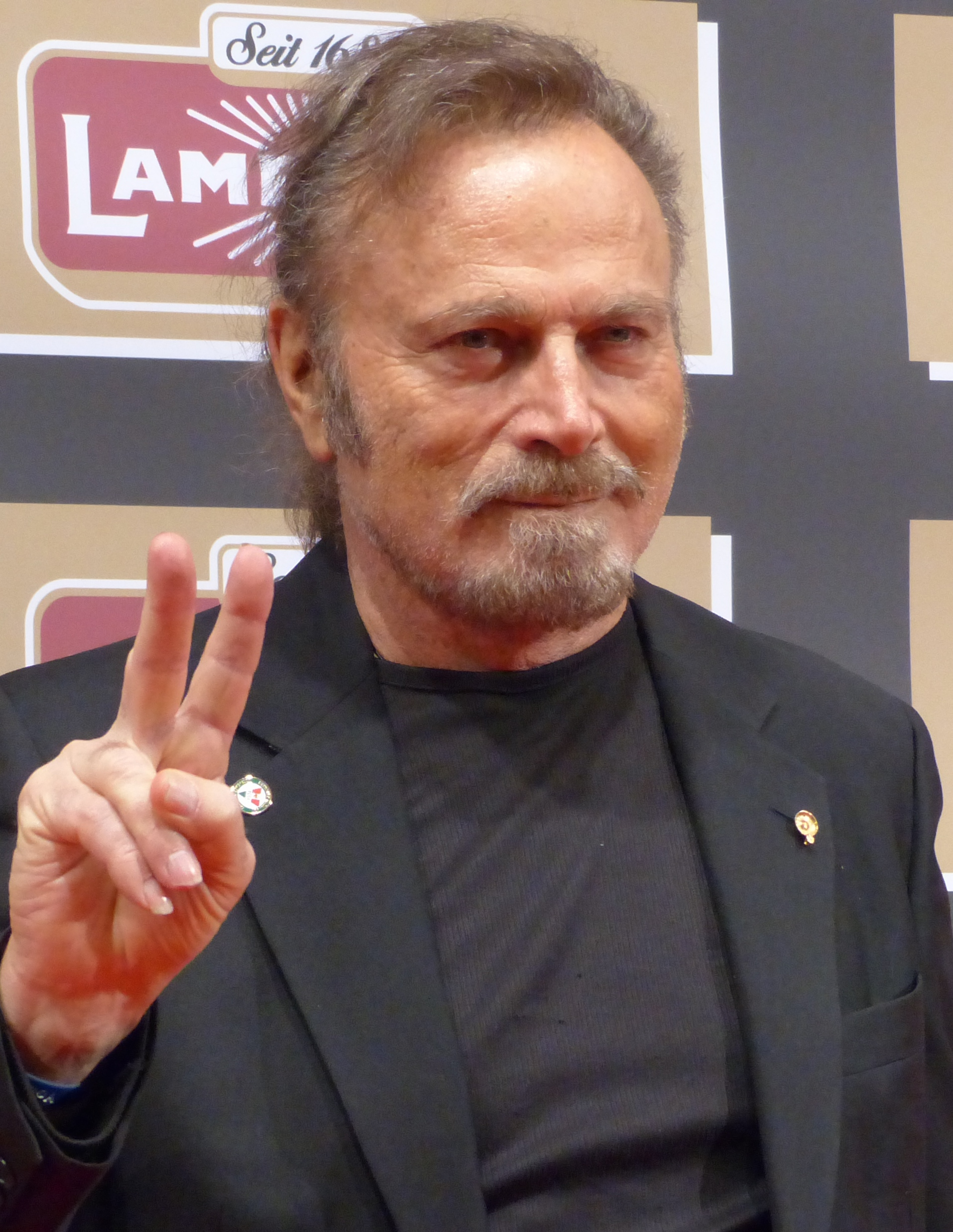
Franco Nero im Februar 2016 bei der Lambertz Monday Night

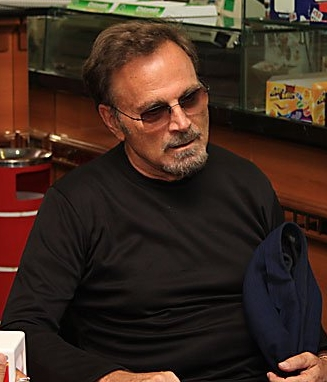
Franco Nero, 2008

Franco Nero (* 23. November 1941 in San Prospero Parmense bei Parma als Francesco Clemente Giuseppe Sparanero) ist ein italienischer Schauspieler und Regisseur, der vor allem mit seiner Darstellung der Figur Django in Italowestern Bekanntheit erlangte. Er wirkte zudem in verschiedenen Filmen über die italienische Mafia mit und verkörperte in den 1970er Jahren in zahlreichen Polizeifilmen die Rolle des Staatsanwalts. Auch ist er einer der wenigen westlichen Schauspieler, die für Filmproduktionen der damaligen Ostblockstaaten verpflichtet wurden. Er hat unter vielen namhaften Regisseuren gearbeitet und bereits in über 200 Produktionen mitgespielt.

## Leben und Werk

### Frühes Leben
Als Francesco Sparanero wurde er als Sohn eines Polizisten in San Prospero geboren, einer kleinen Gemeinde in der Provinz Parma, die zur Region Emilia-Romagna gehört. Seine Kindheit verbrachte er dann in Parma, wo er als Jugendlicher seine Leidenschaft für die Theaterbühne und die Schauspielerei entdeckte. Er organisierte Schulaufführungen und leitete später als Wehrdienstleistender ein Laientheater, ehe er nach Mailand ging, um ein Studium der Wirtschaftswissenschaften zu beginnen, das er als Nachtclubsänger finanzierte, aber nie beendete. Später arbeitete Sparanero dann als Buchhalter in Mailand, obwohl seine Liebe weiterhin dem Film galt.
Bei einem Besuch der römischen Cinecittà-Studios begegnete er den Regisseuren Carlo Lizzani, Antonio Pietrangeli und John Huston, die ihn in seinen schauspielerischen Ambitionen ermutigten und ihm später erste Filmrollen anboten. Sein Filmdebüt gab er jedoch 1963 in Alfredo Giannettis Film Das ausgeliehene Mädchen.

### Filmkarriere
Seinen Durchbruch schaffte er 1966 in der Rolle des „eiskalten und einsamen Rächers“ Django in Sergio Corbuccis gleichnamigem Film. Seine Darstellung machte ihn international bekannt; unzählige Filmangebote folgten. Mit Sergio Corbucci drehte er noch die Italowestern Die gefürchteten Zwei und Laßt uns töten, Companeros. Um dem Genre des Italowesterns zu entfliehen und ein anerkannter Schauspieler zu werden, wirkte er in der Folgezeit auch in Science-Fiction-Filmen, Dramen und Komödien mit.

„[…] Ich musste eine Entscheidung treffen. Ich konnte ein Star sein und vielleicht viel Geld verdienen, oder ich konnte meine Rollen ständig wechseln und eine interessantere – und längere – Karriere haben.“

Für seine Verkörperung des Lancelot du Lac in der Kinoversion des Broadway-Musicals Camelot neben seiner späteren langjährigen Lebensgefährtin Vanessa Redgrave erhielt Nero eine Golden-Globe-Nominierung als bester Nachwuchsdarsteller.
In den späten 1960er Jahren etablierte sich Nero als führender Darsteller in italienischen Mafia-Thrillern, von denen viele auch international Beachtung fanden. Er arbeitete dabei regelmäßig mit dem Genre-Spezialisten Damiano Damiani zusammen und spielte für ihn in Der Tag der Eule (1968), Der Clan, der seine Feinde lebendig einmauert (1970), Das Verfahren ist eingestellt: Vergessen Sie’s (1971) oder Warum mußte Staatsanwalt Traini sterben? (1975). Nero spielte hier in der Regel Norditaliener, die überrascht sind, wie weit die sizilianische Gesellschaft bereits von der Mafia unterwandert ist. Der Darsteller war auch in Polizei- und Mafia-Thrillern wie Tote Zeugen singen nicht (1973), Die Rache der Camorra (1974), Ein Mann schlägt zurück (1974), Der Tag der Cobra (1980) oder Der Denunziant (1985) zu sehen. Als seinen Lieblingsregisseur bezeichnete Franco Nero vielfach Enzo G. Castellari, mit dem er die Filme Ein Bürger setzt sich zur Wehr, Die Rückkehr der Cobra, Dschungel Django, Keoma – Das Lied des Todes und den hochgelobten Tote Zeugen singen nicht gedreht hat.
Bekanntheit erlangte er auch durch die filmische Erschießung von Mussolini in dem Film Mussolini – Die letzten Tage von Carlo Lizzani sowie dem Mitwirken in Lucio Fulcis Verfilmung des Jack-London-Romans Wolfsblut. Neben seiner Rolle als sadistischer Offizier in Marco Bellocchios Militärdrama Triumphmarsch – Il capitano der Sadist sind Neros Zusammenarbeiten mit Rainer Werner Fassbinder in Querelle – Ein Pakt mit dem Teufel und Kamikaze 1989 von besonderem Interesse. An der Seite von Catherine Deneuve spielte Nero in Luis Buñuels oscarprämiertem Film Tristana. Gelegentlich übernahm er Ausflüge in den Hollywood-Film, so 1989 an der Seite von Bruce Willis als General Esperanza in Stirb langsam 2.
Nero gehört zu den wenigen Schauspielern aus einem westlichen Land, die in den verschiedensten Prestige-Filmprojekten ehemaliger kommunistischer Länder mitspielen konnten. So spielte Nero in den Filmen von Sergei Bondartschuk Mexiko in Flammen und 10 Tage, die die Welt erschütterten und in dem serbischen Nationalepos Der schwarze Falke den Helden Banović Strahinja. Beachtung fanden zudem seine Rollen als Terrorist bei den Olympischen Spielen 1972 in München in dem Film Die 21 Stunden von München wie auch die Rolle als sadistischer Ehemann in dem Drama Wenn du krepierst, lebe ich, die bis heute zahlreiche US-amerikanische Filmproduktionen beeinflusste.
Bis in die Gegenwart arbeitet Nero als Schauspieler. In den 1990er- und 2000er-Jahren spielte er in vielen weniger beachteten Produktionen, die es nicht in den deutschen Sprachraum schafften. In jüngerer Vergangenheit wurde er oftmals in markanten Nebenrollen besetzt, so auch in Deutschland in den Filmen Mord ist mein Geschäft, Liebling (2009), Der Mann aus dem Eis (2017) und in der Titelrolle in Der Fall Collini (2019). In Django Unchained von Quentin Tarantino übernahm er 2012 eine selbstironische Cameo-Rolle, weitere Auftritte im englischsprachigen Film hatte er 2017 in John Wick: Kapitel 2 und The Neighborhood. Im Sommer 2021 drehte er als Regisseur an seinem zweiten Kinofilm L’uomo che disegnò Dio, der auch dadurch Aufmerksamkeit erregte, dass Kevin Spacey erstmals seit den Missbrauchsvorwürfen gegen ihn eine Filmrolle hat.

### Privates und Weiteres

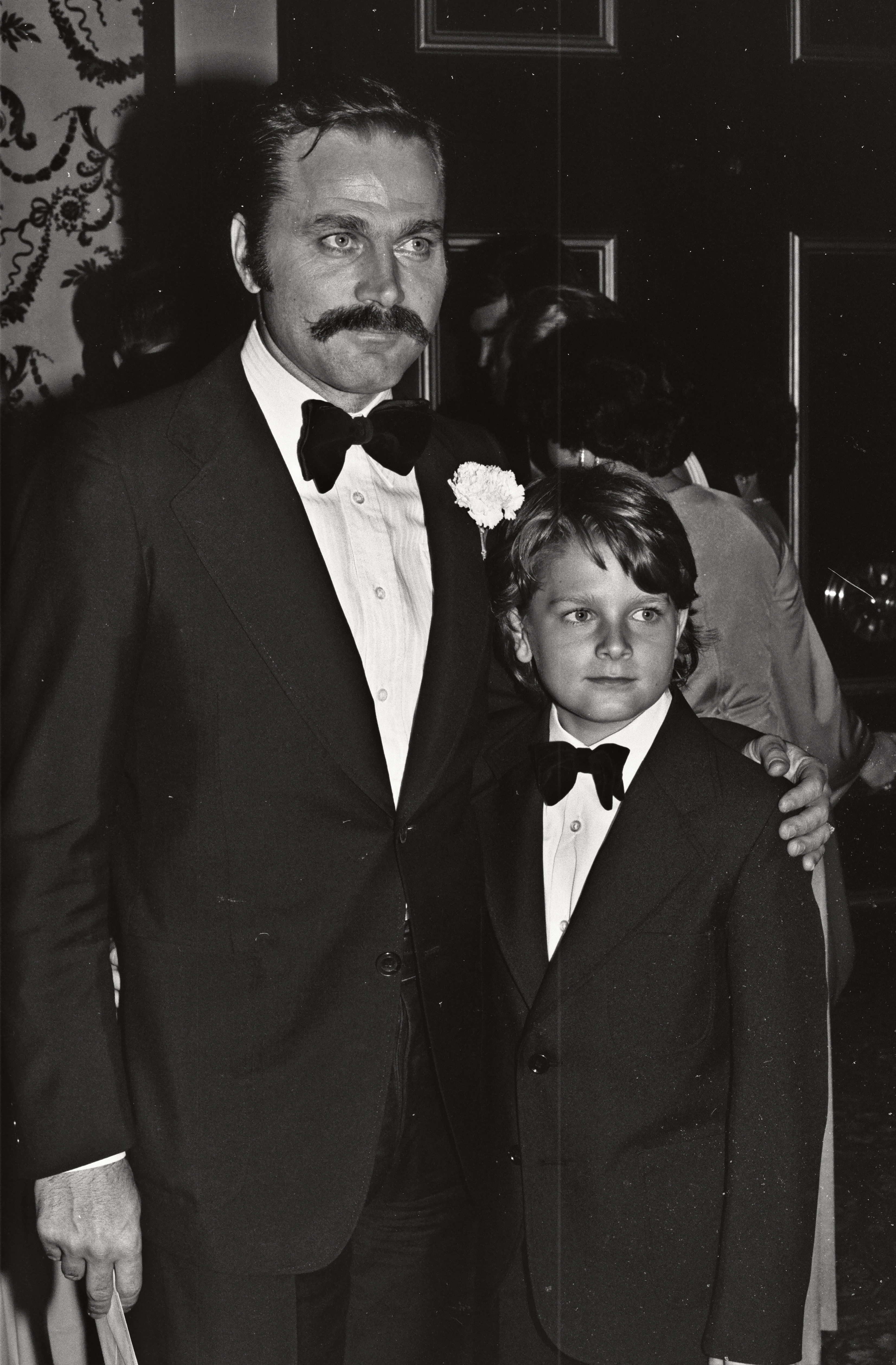
Nero mit seinem Sohn Carlo Gabriel, 1979

Von 1967 bis 1972 war Nero mit der britischen Schauspielerin Vanessa Redgrave liiert, seit Dezember 2006 sind sie verheiratet. Sie haben den gemeinsamen Sohn Carlo Gabriel Nero (* 1969). Redgrave und Nero standen in mehreren Filmen gemeinsam vor der Kamera.
Nero hat mit dem italienischen Sänger Roby Vandalo 1991 den Titel Insciallah – Peace in the World für UNICEF aufgenommen. Der jamaikanische Reggae-Produzent Joe Gibbs hat einen Titel mit dem Namen Franco Nero eingespielt. Die Gruppe Kings of Dubrock um den Hamburger Künstler Jacques Palminger veröffentlichte im Frühjahr 2022 den Titel Rudeboy Django, der sich mit Franco Nero sowie den Dreharbeiten zu seinem bekanntesten Film befasst.
2017 wurde er in die Academy of Motion Picture Arts and Sciences (AMPAS) aufgenommen, die jährlich die Oscars vergibt.

## Filmografie (Auswahl)

### Kinofilme
- 1962: Pelle viva
- 1963: Das ausgeliehene Mädchen (La ragazza in prestito)
- 1964: La Celestina P… R…
- 1965: Ich habe sie gut gekannt (Io la conoscevo bene)
- 1965: Tödliche Nebel (I diafanoidi vengono da Marte)
- 1965: Raumschiff Alpha (I criminali della galassia)
- 1966: Die Bibel (The Bible: In the Beginning …)
- 1966: Django
- 1966: Django – Sein Gesangbuch war der Colt (Le colt cantarono la morte e fu… tempo di massacro)
- 1966: Django, der Rächer (Texas, addio)
- 1966: Das dritte Auge (Il terzo occhio)
- 1966: Ich heiße John Harris (Tecnica di un omicidio)
- 1966: Die Trampler (Gli uomini dal passo pesante)
- 1967: Camelot – Am Hofe König Arthurs (Camelot)
- 1967: Mit Django kam der Tod (L’uomo, l’orgoglio, la vendetta)
- 1968: Die gefürchteten Zwei (Il mercenario)
- 1968: Der Tag der Eule (Il giorno della civetta)
- 1968: Die Mafia-Story (Sequestro di persona)
- 1969: Die Schlacht an der Neretva (Bitka na Neretvi)
- 1969: Die Klette (Un detective)
- 1969: Das verfluchte Haus (Un tranquillo posto di campagna)
- 1969: Die im Dreck krepieren (Gott mit uns (Dio è con noi))
- 1970: Laßt uns töten, Companeros (Vamos a matar, compañeros)
- 1970: Das Mädchen und der Zigeuner (The Virgin and the Gypsy)
- 1970: Tristana
- 1971: Der Clan, der seine Feinde lebendig einmauert (Confessione di un commissario di polizia al procuratore della repubblica)
- 1971: Das Verfahren ist eingestellt: Vergessen Sie’s (L’istruttoria è chiusa: dimentichi)
- 1971: Ein schwarzer Tag für den Widder (Giornata nera per l’ariete)
- 1971: Zwei wilde Companeros (Viva la muerte … tua!)
- 1972: Das Lied von Mord und Totschlag (Los amigos)
- 1972: Der Mönch und die Frauen (Le moine)
- 1972: Papst Johanna (Pope Joan)
- 1973: Blutrausch (Squadra volante uccideteli… senza ragione)
- 1973: Wolfsblut (Zanna bianca)
- 1973: Tote Zeugen singen nicht (La polizia incrimina la legge assolve)
- 1973: Die Ermordung Matteottis (Il delitto Matteotti)
- 1974: Ein Mann schlägt zurück (Il cittadino si ribella)
- 1974: Mussolini – Die letzten Tage (Mussolini: ultimo atto)
- 1974: Die Rache der Camorra (I guappi)
- 1974: Die Teufelsschlucht der wilden Wölfe (Il ritorno di Zanna Bianca)
- 1974: Warum musste Staatsanwalt Traini sterben (Perché si uccide un magistrato?)
- 1975: Eine ehrenwerte Gesellschaft (Gente di rispetto)
- 1975: Zwiebel-Jack räumt auf (Cipolla Colt)
- 1976: Keoma – Das Lied des Todes (Keoma)
- 1976: Die Schuldigen mit den sauberen Händen (Les Magiciens)
- 1976: Triumphmarsch (Marcia trionfale)
- 1977: Sahara Cross – Duell in der Wüste (Sahara Cross)
- 1977: Wenn du krepierst, lebe ich! (Autostop rosso sangue)
- 1978: Der wilde Haufen von Navarone (Force 10 from Navarone)
- 1979: Die Außerirdischen (The Visitor) – Regie: Giulio Paradisi
- 1979: Dschungel-Django (Il cacciatore di squali)
- 1979: Rosen von Danzig (Le rose di Danzica)
- 1979: Mimi – Ein bürgerliches Drama (Un dramma borghese)
- 1980: Tag der Kobra (Il giorno del Cobra)
- 1980: Der Bandit mit den schwarz-blauen Augen (Il bandito dagli occhi azzurri)
- 1980: Sam Marlow, Privatdetektiv (The Man with Bogart’s Face)
- 1981: Ninja, die Killer-Maschine (Enter the Ninja)
- 1981: Kennwort: Salamander (The Salamander)
- 1981: Der Falke (Banovic Strahinja)
- 1982: Grog
- 1982: Querelle
- 1982: Mexico in Flammen (Krasnye kolokola)
- 1982: 10 Tage, die die Welt erschütterten (Krasnye kolokola II)
- 1982: Kamikaze 1989
- 1984: André schafft sie alle
- 1985: Der Denunziant (Il pentito)
- 1986: The Girl – Ein gefährliches Mädchen (The Girl)
- 1986: Entscheidung in Cartagena (Tre giorni ai tropici)
- 1986: Geliebtes Land (Sweet Country)
- 1987: Djangos Rückkehr (Django 2: il grande ritorno)
- 1988: Run for your Life – Seine Rache kennt keine Grenze (Run for Your Life)
- 1988: Top Line – Das Geheimnis des Azteken-Berges (Top Line)
- 1989: Magdalene
- 1990: Stirb langsam 2 (Die Hard 2: Die Harder)
- 1991: Bei Berührung Lebensgefahr (Touch and Die)
- 1992: Crimson Dawn
- 1992: From Time to Time
- 1992: Zoloto
- 1993: Der Fall Lucona
- 1993: Die Rache des weißen Indianers (Jonathan degli orsi)
- 1994: Nemici intimi
- 1994: Der Ring des Drachen (Desideria e l’anello del drago)
- 1995: Delphin Girl (The Dolphin Girl)
- 1996: Honfoglalás – Heimeroberung
- 1996: Der Schlaf der Gerechtigkeit (The Innocent Sleep)
- 1996: Cue Master – Der Todesstoß (Il tocco: la sfida)
- 1996: Die Rückkehr des Sandokan
- 1997: La medaglia
- 1997: Il tocco: la sfida
- 1998: Gianni Versace – Der Mord (The Versace Murder)
- 1998: Talk of Angels
- 1999: Brigands
- 1999: Uninvited
- 2000: Mirka
- 2000: Winds of Passion
- 2001. Chimera
- 2001: Kreuzritter 3 – Die Krone des Königs (Sacra Corona)
- 2001: Megiddo – Das Ende der Welt (Megiddo: Omega Code 2)
- 2002: Ultimo stadio
- 2002: White Smoke
- 2002: L’ultimo pistolero
- 2003: Cattive inclinazioni
- 2004: Post coitum
- 2004: Guardiani delle nuvole
- 2005: Forever Blues
- 2006: Hans
- 2006: Amore e libertà – Masaniello
- 2007: Bathory
- 2007: Mineurs
- 2007: Two Families
- 2008: Ti stramo
- 2008: La rabbia
- 2008: Bastardi
- 2008: Una storia di lupi
- 2008: Márió, a varázsló
- 2009: Mord ist mein Geschäft, Liebling
- 2009: Lullaby
- 2010: Prigioniero di un segreto
- 2010: Briefe an Julia (Letters to Juliet)
- 2010: Rasputin
- 2011: Cars 2 (nur Stimme von Onkel Topolino im Original)
- 2012: Django Unchained
- 2012: The Woods
- 2014: Nymph – Mysteriös. Verführerisch. Tödlich.
- 2016: Die versunkene Stadt Z (The Lost City of Z)
- 2017: John Wick: Kapitel 2 (John Wick: Chapter 2)
- 2017: The Neighborhood
- 2017: Der Mann aus dem Eis
- 2019: Der Fall Collini
- 2020: Leave No Man Behind – Der Feind in den eigenen Reihen
- 2020: The Match
- 2022: L’uomo che disegnò Dio
- 2023: The Pope’s Exorcist

### Fernsehproduktionen
- 1975: The Legend of Valentino
- 1976: Die 21 Stunden von München (21 Hours at Munich)
- 1978: Der Pirat (The Pirate)
- 1979: Rosen von Danzig (Le rose di Danzica) (später TV-Miniserie)
- 1983: Wagner – Das Leben und Werk Richard Wagners (Wagner) (TV-Serie)
- 1983: Banović Strahinja
- 1984: Die letzten Tage von Pompeji (The Last Days of Pompeii)
- 1984: Die Försterbuben
- 1985: Der Schrei des Pelikans (Un marinaio e mezzo)
- 1988: Im Schatten der Götter (Windmills of the Gods)
- 1989: Die Verlobten (I promessi sposi) (TV-Miniserie)
- 1990: Blaues Blut (TV-Serie)
- 1991: Die junge Katharina (Young Catherine)
- 1993: Das Babylon Komplott
- 1994: Der Ring des Drachen (Desideria e l’anello del drago)
- 1996: Die Rückkehr des Sandokan (Il ritorno di Sandokan)
- 1997: Prinzessin Amina (Deserto di fuoco)
- 1997: Die Bibel – David (David)
- 1998: Il tesoro di Damasco (TV-Miniserie)
- 1999: La voce del sangue
- 2000: Die Bibel – Paulus (San Paolo)
- 2001: Die Kreuzritter – The Crusaders (Crociati)
- 2002: Die achte Todsünde: Toskana-Karussell
- 2002: Liebe, Lügen, Leidenschaften
- 2003: Herz ohne Krone
- 2005: Rosamunde Pilcher: Zauber der Liebe (Summer Solstice)
- 2006–2008: Quelli che … il calcio (TV-Serie, zwei Folgen)
- 2007: Der Fürst und das Mädchen
- 2008: Mein Herz in Chile
- 2009: Palestrina – Fürst der Musik
- 2009–2010: Augustinus
- 2011: Law & Order: Special Victims Unit (TV-Serie, eine Folge)

### Als Regisseur
- 2005: Forever Blues
- 2022: L’uomo che disegnò Dio

## Diskografie
- 1985: Cambierà mit seinem Sohn Carlo Sparanero
- 1991: Insciallah – Peace in the World mit Roby Vandalo für Unicef

## Auszeichnungen
- 1968: David di Donatello – Bester Hauptdarsteller für Der Tag der Eule
- 2008: DIVA-Award – Aufnahme in die Hall of Fame